# Peter Brugger (Sänger)

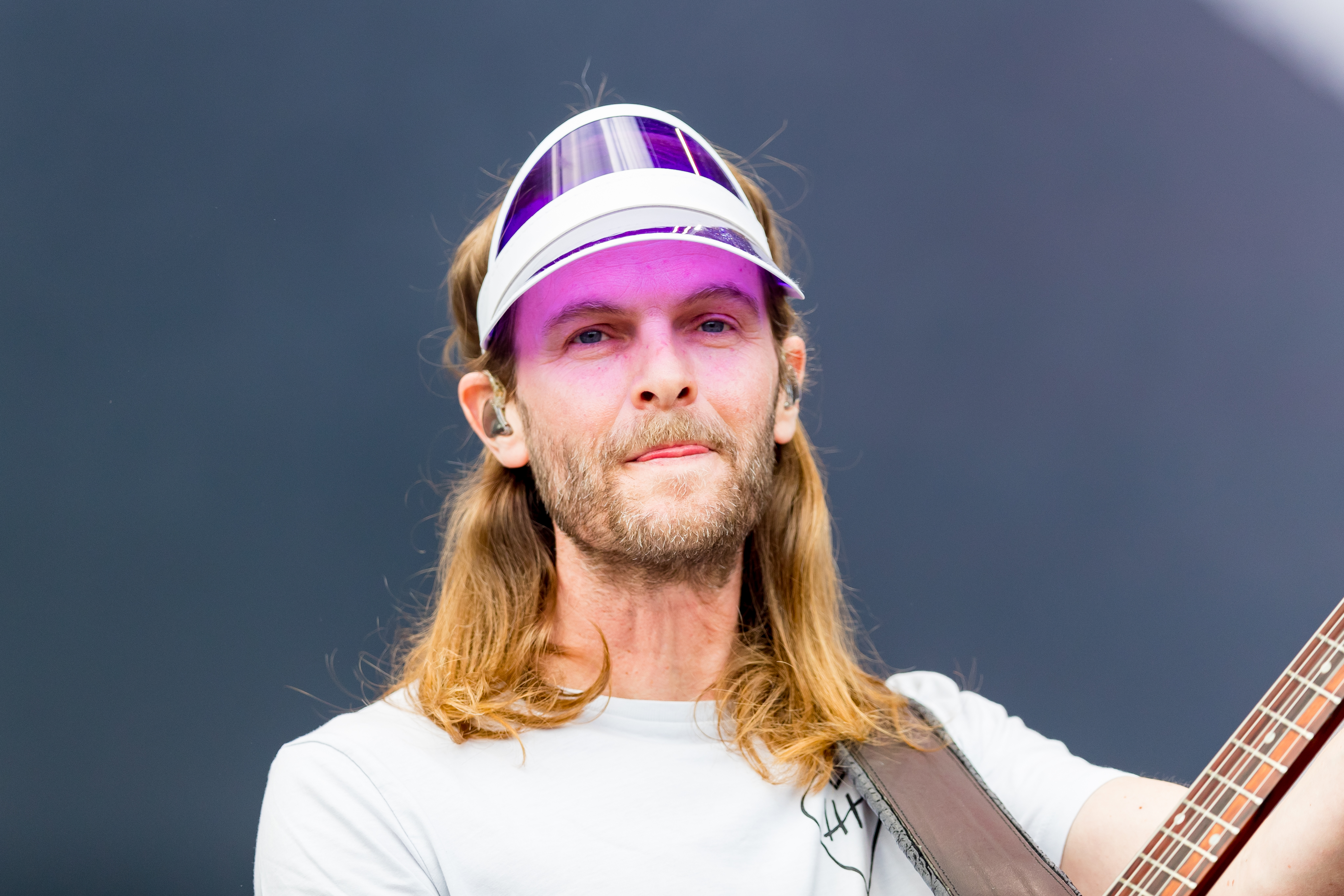
Peter Brugger bei Rock am Ring 2022

Peter Stephan Brugger (* 14. November 1972 in Germering; oft Peter S. Brugger genannt; auch Peter Balboa oder Beau Frost) ist ein deutscher Sänger und Gitarrist der Band Sportfreunde Stiller.

## Leben
Nach seiner Grundschulzeit besuchte Brugger bis 1992 das Carl-Spitzweg-Gymnasium in Unterpfaffenhofen, einem Teilort von Germering. Während der Schulzeit spielte er in mehreren Bands Schlagzeug. Er studierte zunächst – gemeinsam mit Florian Weber – Sport auf Diplom in München, wechselte dann zu einem Lehramtsstudium für Sport und Latein, schloss das Studium aber letztlich nicht ab. Mit der Band Sportfreunde Stiller hatte er 2006 seinen größten Erfolg, den Song „’54, ’74, ’90, 2006“ (später 2010), der sich zur inoffiziellen Hymne der Fußball-Weltmeisterschaft 2006 entwickelte.
2006 trat er mit seinem Bruder Olli Brugger beim Bundesvision Song Contest mit der Band TipTop für den Freistaat Bayern auf. 2008 vertrat er Bayern erneut beim Bundesvision Song Contest, diesmal mit den Sportfreunden Stiller. 2010 veröffentlichte Brugger als Teil von Jonathan Express drei englischsprachige Titel auf dem Soundtrack zu Groupies bleiben nicht zum Frühstück.
Brugger ist bekennender Fan des FC Bayern München und mit dem ehemaligen Profifußballer Mehmet Scholl befreundet. 2007 erschien das Kino-Porträt „Frei:Gespielt“ über Mehmet Scholl mit ihm.
Auf dem 2014 erschienenen Album Alles leuchtet von Fiva ist Brugger als Gastsänger im Lied Solange du mit mir singst zu hören. Mit Jonathan Express schrieb und sang er im selben Jahr den Titel Mein Kopf spielt Bingo als Soundtrackbeitrag zum Kinofilm Rico, Oskar und die Tieferschatten.